# Mariona Carulla i Font
Mariona Carulla i Font (Barcelona, 8 de març de 1944) és una empresària i promotora cultural catalana. Ha treballat a Gallina Blanca, Agrolimen, la Junta de la Sagrada Família, i va sanejar i refundar el Palau de la Música Catalana.
Llicenciada en econòmiques per la Universitat de Barcelona i Alta Direcció d'Empresa de l'IESE, va començar la seva trajectòria professional a Gallina Blanca i va ser membre del consell d'administració d'Agrolimen fins al 2009, dues empreses fundades pel seu pare, Lluís Carulla i Canals. Ha participat en l'impuls de diverses institucions culturals. Va ser vicepresidenta de la Junta de la Sagrada Família. També ha estat presidenta del Concurs Internacional de Música Maria Canals des del 2006 i del Patronat de la Fundació del Centre Excursionista de Catalunya des del 2016.
Va ser vicepresidenta del Palau de la Música des del 1994. El 2009 es posà al capdavant del Palau de la Música Catalana per dur a terme un procés de sanejament i refundació de l'entitat després d'una causa judicial oberta contra Fèlix Millet i Tusell, en la qual ha declarat com a testimoni. El 2010 fou elegida presidenta de l'Orfeó Català. El 2014 i el 2018 va ser reelegida al capdavant de l'Associació Orfeó Català-Palau de la Música.